# 卡勒蓬
卡勒蓬（法語：Carlepont，法語發音：[kaʁləpɔ̃]）是法国瓦兹省的一个市镇，位于该省东北部，属于贡比涅区。

## 地理
卡勒蓬（49°30'51"N, 3°1'29"E）面积19.54 平方千米，位于法国上法蘭西大區瓦兹省，该省份为法国北部内陆省份，北起索姆省，西接厄尔省和滨海塞纳省，南至塞纳-马恩省和瓦兹河谷省，东临埃纳省。
与卡勒蓬接壤的市镇（或旧市镇、城区）包括：巴伊、凯讷、希里-乌尔斯康、穆兰苏图旺、楠塞勒、蓬图瓦兹莱努瓦永、桑皮尼、特拉西勒瓦勒。

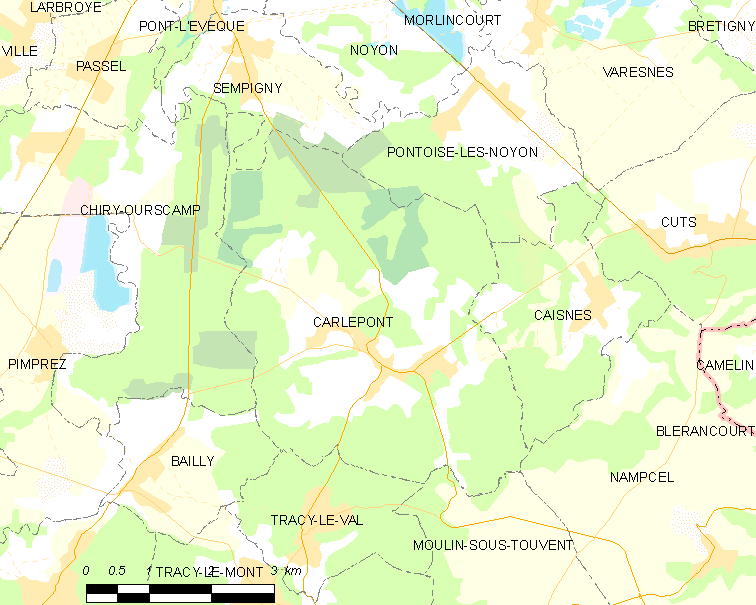
卡勒蓬的OSM定位图

卡勒蓬的时区为UTC+01:00、UTC+02:00（夏令时）。

## 行政
卡勒蓬的邮政编码为60170，INSEE市镇编码为60129。

## 政治
卡勒蓬所属的省级选区为努瓦永县。

## 人口

1962-2008年间卡勒蓬人口变化图示

卡勒蓬于2022年1月1日时的人口数量为1402人。